# Безіменне газове родовище
Безіменне газове родовище — належить до Причорноморсько-Кримської нафтогазоносної області Південного нафтогазоносногу регіону України.

## Опис
Розташоване в північно-західній частині шельфу Чорного моря. Глибина моря в цьому районі 37-39 м. Відкрите у 1997-98 рр. виробничниками Геолкому України і «Чорноморнафтогазу» та науковцями інституту геологічних наук НАН України. У тектонічному плані родовище приурочене до західної центрикліналі Каркінітсько-Північно-Кримського крейдово-палеогенового прогину. За даними «Чорноморнафтогазу», воно залягає у межах північно-східного схилу Кілійсько-Зміїного підняття. Пошукове буріння на Безіменній структурі розпочалося в 1997 р. Газонасичені пласти виявлені у відкладах середнього еоцену і нижнього палеоцену. В результаті випробування вапняків нижнього палеоцену в трьох свердловинах (глибиною 1185, 2258 і 2055 м) одержано припливи газу відповідно 98,49 тис. м³/добу, 78,6 тис. м³/добу і 143,1 тис. м³/добу.